# 18 مرة أخرى (مسلسل كوري جنوبي)
18 مرة أخرى ( باللغة الكورية: 18 어게인) (النطق باللغة العربية: 18 ايوغاين) هو مسلسل تلفزيوني كوري جنوبي يستند إلى فيلم 17 مرة أخرى عام 2007 لجيسون فيلاردي ، مستوحى بلا شك من الفيلم الكوميدي لعام 1988 (سلسلة) من نفس الاسم التي ظهر فيها جورج بيرنز . المسلسل من بطولة كيم ها نيول, يون سانغ هيون ولي دو هيون . تم بث المسلسل هذا على قناة جاي تي في بي من 21 سبتمبر إلى 10 نوفمبر في عام 2020 ، كل يوم اثنين وثلاثاء على الساعة 21:35 في ( توقيت كوريا الجنوبية ).  المسلسل متاح على ايضا نتفليكس واي جيي وفيو بترجمات متعددة اللغات ومنها اللغة العربية  

## الملخص
يونغ دا يونغ (كيم ها نويل) وهونغ داي يونغ (يون سانغ هيون) المتزوجان كان زواجهم في البداية سعيد تمامًا على الرغم من إنجابهم للأطفال في سن مبكرة جدًا ومعاناتهم من مشاكل مالية. بعد سنوات ، بدأ زواجهما السعيد في الانهيار عندما تقدمت دا يونغ البالغة من العمر 37 عامًا بطلب الطلاق. علاوة على ذلك ، تصبح حياة دا يونغ أكثر بؤسًا بسبب فقدانها للوظيفة.

## الإنتاج
المسلسل من إخراج ها بيونغ هون وهو متكون من 16 حلقة.
كان من المقرر في الأصل عرض مسلسل 18 مرة أخرى في 7 سبتمبر 2020 ، ولكن تم تأجيله لمدة أسبوعين بسبب جائحة فيروس كورونا في كوريا الجنوبية . 

## جوائز و ترشيحات
| حفل توزيع الجوائز    | عام  | فئة            | مرشح       | نتيجة |
| -------------------- | ---- | -------------- | ---------- | ----- |
| جوائز نجم أبان       | 2021 | أفضل ممثل جديد | لي دو هيون | فوز   |
| جوائز بيكسانغ للفنون | 2021 | أفضل ممثل جديد | لي دو هيون | فوز   |

## روابط خارجية
- 18 مرة أخرى (مسلسل كوري جنوبي) على موقع IMDb (الإنجليزية)
- 18 مرة أخرى (مسلسل كوري جنوبي) على موقع كينوبويسك (الروسية)
- 18 مرة أخرى (مسلسل كوري جنوبي) على موقع قاعدة بيانات الفيلم (الإنجليزية)